# Sami Bey al-Sulh

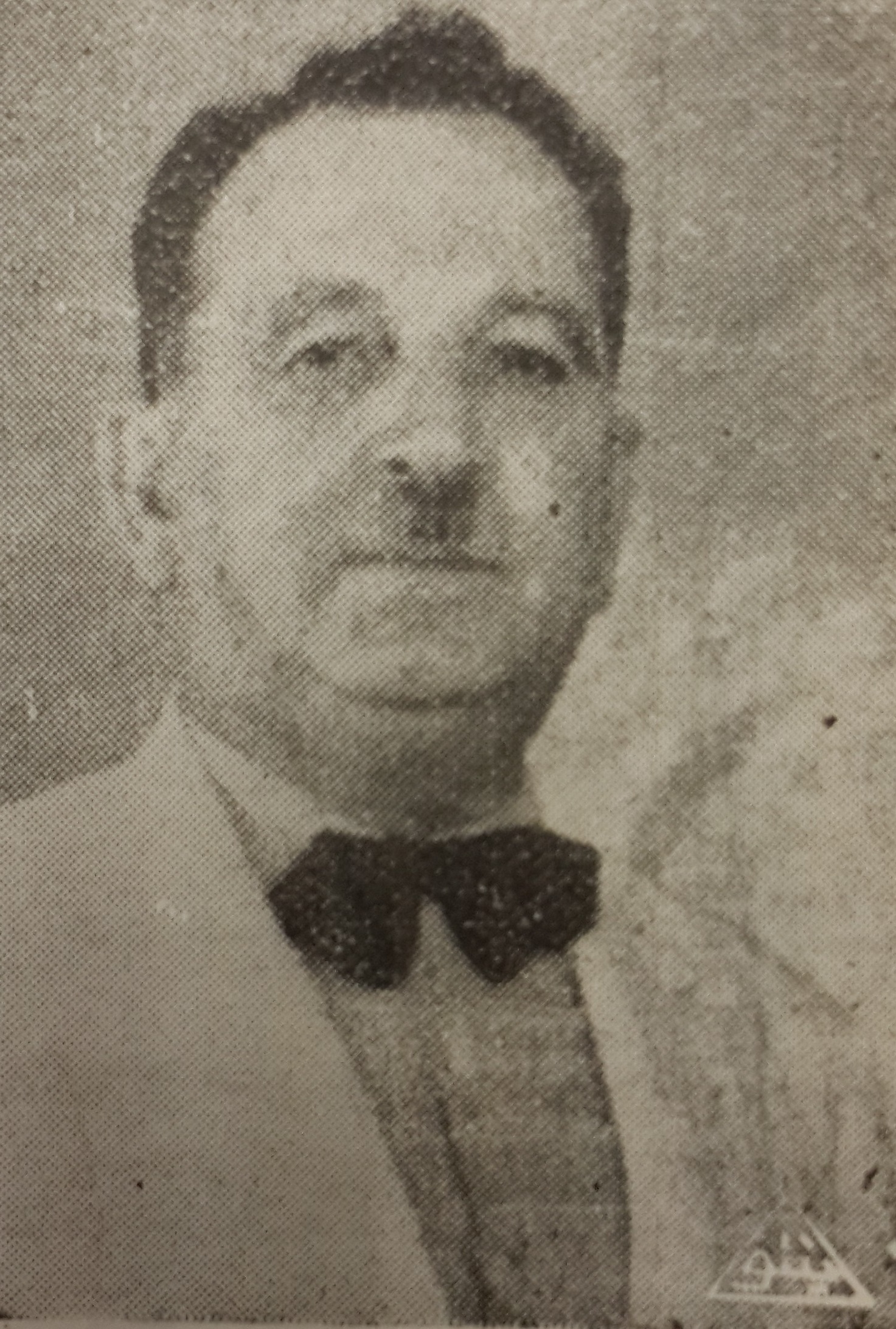
Sami Bey al-Sulh

Sami Bey al-Sulh, també conegut només com a Sami al-Sulh o Sami al-Solh (àrab: سامي الصلح, Sāmī aṣ-Ṣulḥ) (?, 1890-Beirut, 1968) fou un home d'estat sunnita libanès que fou cinc vegades primer ministre del Líban, tot i que se l'ha considerat poc competent.

## Primer període de govern
La primera vegada fou nomenat pel president Alfred Naccache el 26 de juliol de 1942 i va estar en el càrrec fins a la decisió francesa de restablir la constitució i convocar eleccions, dimitint aleshores el 22 de març de 1943. No va participar en els fets de l'11 de novembre quan en mig d'una vaga general els parlamentaris van proclamar la nova constitució que abolia el mandat francès i establia la plena independència i van adoptar una nova bandera nacional; els francesos van rodejar el parlament i van detenir al president i al primer ministre i a alguns ministres. El 12 de novembre de 1943 dos ministres, Habib Abu Shahla (proper d'Émile Eddé) i Majid Arsalan, es van refugiar al poble de Bashamun, a l'est de Beirut i van proclamar l'establiment del govern provisional executiu, declarant ser l'únic govern legítim i legal del Líban (conegut com el govern de Bashamun); l'atac militar francès a Bashamun fou rebutjat al llogaret de Aynab (prop de Bashamun) per voluntaris armats (nit del 15 al 16); Pierre Gemayel que havia destacat com opositor a Sami Bey, i liderava les Falanges Libaneses, fou arrestat pels francesos. Finalment, sota pressió britànica, el govern fou restaurat i els francesos van haver d'acceptar els fets consumats. Bishar al-Khoury va tornar a la presidència i el seu grup va començar a demanar l'expulsió de tots els que havien participat en el cop contra el govern i la constitució (és a dir contra el profrancès Eddé i el seu grup) però això no va trobar prou suports i el patriarca maronita Arida, Camille Chamoun i fins i tot el primer ministre Riyad al-Sulh (que havia tingut amistat amb Eddé) s'hi van oposar amb menys o més vehemència. Finalment Eddé fou expulsat de la cambra el 31 de març de 1944 però sense cap altra mesura posterior.

## Segon període de govern
El 10 de gener de 1945 Riyad al-Sulh va perdre una votació que demanava l'eliminació de la censura de premsa (a favor de la qual van votar els diputats opositors i una part dels favorables al govern) i va dimitir obrint la successió entre diversos pretendents sunnites: Karami, al-Yafi, Sami al-Sulh i Saeb Salam. Abdul Hamid Karami era el nº 2 de la comunitat sunnita (després del primer ministre dimissionari) i tenia molts diputats que li donaven suport i a més s'havia fet popular per un atemptat contra la seva vida el 13 desembre de 1944 quan anava cap a la seva vila de Trípoli, probablement obra de la família Muqaddam els seus rivals de la regió de Trípoli. Es creia però que el candidat del president Bishar al-Khoury era Abdullah Aref al-Yafi, ja que tenia bones connexions amb els francesos, mentre que Saeb Salam era considerat encara massa jove i inexpert; per la seva banda Sami va demanar suport al patriarca maronita Arida. Finalment però fou Karami el designat, ja que pel president tenia diversos avantatges i entre ells es que la rivalitat de Riyad amb Sami neutralitzaria als dos homes. Però la influència de Karami al nord havia disminuït darrerament i el seu govern fou dèbil sense a més poder assolir els seus objectius en les relacions amb els estats àrabs.
El president al-Khoury havia tingut dos incidents notables: el 15 de desembre de 1944 es va trencar el braç o l'11 de gener de 1945 va saber la mort del seu antic amic i aliat Salim Taqla; va tenir un atac de nervis que el va obligar a marxar en secret a Haifa per tractament mèdic. Encara que es va pensar que quedaria incapacitat, es va recuperar i va retornar a Beirut el 31 de març de 1945. Des de aleshores va començar a interferir en el govern de Karami mentre Riyad tractava de reduir la seva influència a la Cambra. El maig va esclatar la crisis entre el president i el seu primer ministre; el juny Riyad va aconseguir reunir una majoria de la Cambra al seu costat al·legant que no havia donat prou suport a Síria durant la crisis de maig de 1945; els diputats lleials a Riyad van demanar un vot per destituir al govern; el president va retirar el suport al primer ministre i va convocar la cambra a votar la confiança el 15 d'agost; es va votar 34 contra i 9 a favor (Karami es va abstenir). Era el primer govern que queia per una moció de confiança.
El 16 d'agost Karami va presentar la dimissió però acusant al president al-Khoury d'haver afavorit la seva caiguda per evitar les reformes que el primer ministre pretenia, i es va oferir per tornar al govern; per un moment va semblar que el seu joc el portaria altre cop al govern, però el 20 d'agost el president va nomenar a Sami al-Sulh que va formar govern el dia 22 d'agost de 1945. La seva falta d'habilitat administrativa i la seva debilitat política van permetre que fos acceptat tant per Karami com per Riyad, els seus dos principals rivals de l'elit sunnita, que es van conformar amb veure cadascun a l'altra fora de la direcció del govern. Karami va regularitzar la seva aliança amb els xiïtes i van formar el Partit de la Independència (Hizb al-Istiqlal). A la Cambra va formar el Bloc de la Reforma (Kurlat al-Islah) que incloïa a Kamal Jumblatt, sunnites i xiïtes.
El gener de 1946 el govern de Sami trontollava: Karami proposava una nova llei que establia circumscripcions electorals més petites i va exigir la seva adopció amenaçant al president al-Khoury que en cas contrari feria caure el govern; el president va demanar temps i va contactar amb els britànics i egipcis buscant la seva mediació; d'altra banda al grup de Karami aquesta proposta no tenia un suport entusiasta d'alguns diputats; finalment Karami va haver de retirar la proposta a canvi de la promesa del primer ministre d'estudiar una modificació de la llei (amb el benentès que de fet no s'estudiaria). El març va esclatar una nova crisis quan la delegació del govern que negociava a París amb els francesos la seva retirada militar del Líban, i de la que Riyad al-Sulh, formava part, va perdre dos membres, el ministre del Interior Yusuf Salim i el d'Exterior Faranjiyya; els dos es van aliar a Karami; Sami els va intentar substituir per altres notables sunnites, el grec catòlic Philip Taqla i el maronita Yusuf Istahan, però Taqla va exigir que el seu aliat Arsalan, un drus, havia d'entrar també al gabinet on només corresponia haver-hi un drus hi ja hi havia un, Jamil Talhuq; d'altra banda Manala, un dels caps del grup parlamentari de Karami, va amenaçar amb passar a l'oposició si Taqla i Istahan eren nomenats; el president al-Khoury va pressionar i Taqla va acceptar entrar al govern a l'abril sense condicions; d'altra banda Faranjiyya, que ja havia retornat de París, va acceptar romandre al gabinet (la seva dimissió havia estat per una filtració d'una carta que li havia enviat l'ambaixador britànic coronel Spears, que va atribuir a Sami, però al tornar va saber que l'autor de la filtració havia estat Saeb Salam). Finalment el 22 de maig de 1946 Sami va dimitir i el va succeir Saadi al-Munla.

## Tercer període de govern
Als darrers mesos del president al-Khoury, després de l'assassinat de Riyad al-Sulh, l'11 de febrer de 1952 fou cridat altre cop a formar govern buscant un equilibri de poder; el 19 de febrer fou confirmat per la cambra amb només 8 vots en contra (Faranjjiyya i set seguidors del Bloc Nacional Socialista format entre Eddé, Chamoun i Jumblatt). Philip Takla era ministre d'Afers exteriors i Majid Arslan de defensa. Cinc dels nou membres del gabinet eren seguidors de Salim al-Khoury el que donava a aquest un cert control del govern. Al començament hi va haver algunes vagues però l'economia anava força be aleshores i no van tenir molta significació tot i la importància d'alguna d'elles. Els refugiats palestins van ser un problema no tant per la despesa que suposaven (que també) sinó perquè eren 120.000 i alteraven l'equilibri religiós al país (a més en van arribar després un quants milers més procedents d'altres estats àrabs); amb l'atur en alça el govern va deixar de donar permisos de treball als palestins però davant les protestes vehements dels musulmans, la decisió fou revocada. Kamal Jumblatt va passar a l'oposició amb els diputats socialistes. El maig una moció de confiança li va donar 42 vots (66 vots a favor en la votació d'investidura). L'oposició socialista es va endurir i Sami va perdre més suports. El juny es va formar el Partit del Poble, opositor, que aliat a altres grups va iniciar una campanya d'agitació demanant la dimissió del president al-Khoury per corrupció, així com la dimissió del govern i dissolució del parlament; la major part de la premsa va secundar aquestes crides que van anar acompanyades de vagues i manifestacions. El president va urgir al govern a promulgar mesures socials i laborals i una nova llei electoral; Sami va demanar aleshores plens poders per sis mesos i el 9 de setembre de 1952 es va convocar el parlament que havia de concedir aquests poders; en la sessió el primer ministre es va girar contra el president i va presentar la dimissió. El president va cridar a Nazim Akkari per formar un triumvirat amb dos militars: Basil Trady i Musa Mubarak; el 14 de setembre Akkari fou rellevat per Saeb Salam, especialment enemic dels socialistes que van redoblar les vagues i manifestacions; la situació del president era insistenible i el 18 de setembre va dimitir deixant el poder en mans del cap de l'exèrcit Fouad Chehab.

## Quart període de govern
Per quarta vegada fou primer ministre el 16 de setembre de 1954, governant aquesta vegada un any. Va destacar pel seu decret-llei d'octubre de 1954 reformant l'estructura de l'administració. El juliol de 1955 va superar una crisis per l'enfrontament entre el primer ministre i el ministre d'afers exteriors (i ex-president) Alfred Naccache; Sami va reorganitzar el govern i Hamid Frangie va succeir a Naccache a la cartera d'afers exteriors; el 14 de setembre de 1955 Frangie va dimitir i el 19 de setembre de 1955 va arrossegar a tot el govern; a Sami al-Sulh el va succeir Rashid Karami o Karame.

## Cinquè període de govern
La cinquena i darrera vegada fou el 27 de novembre de 1956, governant fins l'esclat de la crisis de 1958; l'estiu de 1957 es van celebrar les eleccions legislatives que van veure l'ascens del Front Nacional (amb Kamal Jumblatt, Rashid Karame, Saeb Salam i Abdulla Aref Yafi), de l'oposició nasserista; durant les eleccions hi va haver disturbis a Beirut amb algunes víctimes. En aquest any 1957 es va signar un tractat amb la Companyia de Petroli de l'Iran per passar un oleoducte a través del Líban; l'1 de febrer de 1958 es va proclamar la república Àrab Unida (Egipte i Síria) el que va caldejar l'ambient. Sami al-Sulh es va oposar a Nasser que havia esdevingut molt popular no sols al Líban sinó a tots als països àrabs, sent dels pocs que ho va fer. El 8 de maig de 1958 fou assassinat el periodista nasserista Nassib Metni. Els seus funerals a Trípoli van degenerar en una autèntica lluita civil. Van córrer rumors de que el president Chamoun volia reformar la constitució per perllongar el seu mandat (ja havia estat alterada una vegada però ara tornava a establir un període de 6 anys) amb suport de Sami al-Sulh. Efectivament Sami va donar suport al president Chamoun en tot moment però no se sap si era així en aquest afer, ja que ell ho va negar. Entre el 17 i 18 de maig hi va haver un centenar de morts en les lluites a Trípoli i va haver d'intervenir l'exèrcit que si bé simnpatitzava amb la revolta va romamdre fidel al govern. Els rebels demanaven la dimissió de Chamoun. L'ONU va decidir enviar observadors però Estats Units no s'acabava de decidir i la discussió al consell de seguretat es va caldejar. Finalment el ministre d'afers exteriors, Charles Malik va aconseguir l'arribada dels observadors de l'ONU el juny. El parlament mentre estava reunit per elegir el nou cap d'estat (Chamoun arribava al final del seu mandat) però davant la situació es va confirtmar a Chamoun fins que la situació es normalitzès. El cop d'estat del 14 de juliol a l'Iraq va servir a C hamoun per demanar ajut als Estats Units que van enviar tropes d'acord amb la doctrina Eisenhower i es va formar una policia militar (americana i internacional) pel control del territori. Catorze mil soldats americans es van desplegar pel país. Al Consell de Seguretat Rússia demanava la retirada de les tropes i de les britàniques a Jordània. Els barris es van començar a dividir per mitjà de barricades; el cap militar libanès, el maronita Chehab, es decantava (com la major part de l'exèrcit) pels rebels però seguia fidel al govern; el líder principal dels rebels era Rashid Karame cada cop més popular; també Kamal Jumblatt entre els drusos. El 29 de juliol de 1958 el seu vehicle fou objecte d'un atemptat amb bomba el que va escapar sense cap ferida Finalment el 31 de juliol de 1958 el parlament va decidir elegir al cap de l'exèrcit, general Fouad Chehab, com a nou president del país. El primer ministra Sami al-Sulh va romandre al seu lloc fins a la fi del mandat el 20 de setembre de 1958, abandonant després el país mentre el nou president prenia possessió (23 de setembre)